# ليو يانغ (لاعب جمباز فني)
ليو يانغ (بالصينية: 刘洋) هو لاعب جمباز فني صيني، ولد في 10 سبتمبر 1994 في الصين.

## وصلات خارجية
- ليو يانغ على موقع الاتحاد الدولي للجمباز (licence) (الإنجليزية)
- ليو يانغ على موقع الاتحاد الدولي للجمباز (biography) (الإنجليزية)
- ليو يانغ على موقع اللجنة الأولمبية الدولية (الإنجليزية)
- ليو يانغ على موقع أوليمبيديا (الإنجليزية)
- ليو يانغ على موقع اللجنة الأولمبية الصينية (الإنجليزية)